# Tartarocreagris texana
Tartarocreagris texana là một loài nhện thuộc họ Neobisiidae. Đây là loài đặc hữu của Hoa Kỳ.

## Tham khảo

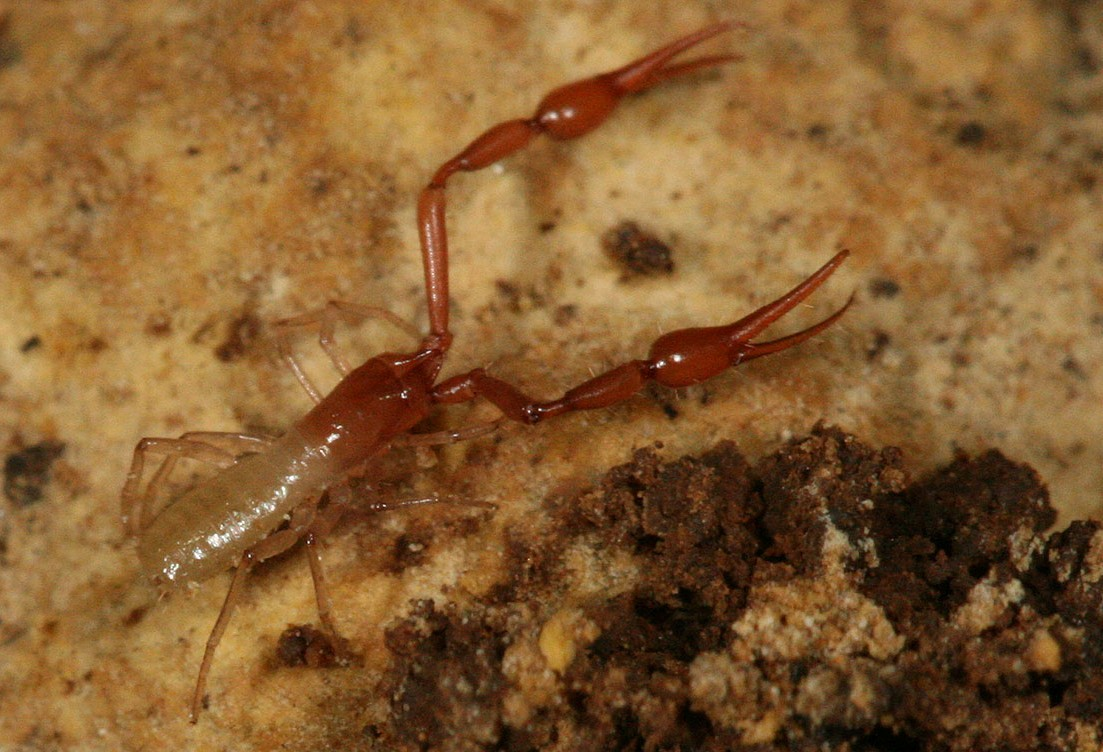
T. texana